# 에스와티니 올림픽 코먼웰스 게임 협회
에스와티니 올림픽 코먼웰스 게임 협회(영어: Eswatini Olympic and Commonwealth Games Association)는 에스와티니를 대표하는 국가 올림픽 위원회이다. IOC 코드는 SWZ이다. 본부는 음바바네에 있으며 아프리카 국가 올림픽 위원회 연합에 소속되어 있다.
1968년에 설립되었으며 1972년에 국제 올림픽 위원회의 승인을 받았다. 2018년까지는 스와질란드 올림픽 코먼웰스 게임 협회(Swaziland Olympic and Commonwealth Games Association)라는 이름을 사용했다. 올림픽, 올아프리카 게임, 코먼웰스 게임을 비롯한 국제 스포츠 대회에 참가하는 에스와티니의 선수들을 대표한다.